# Rugoglobigerininae
Rugoglobigerininae es una subfamilia de foraminíferos planctónicos de la Familia Rugoglobigerinidae, de la Superfamilia Globotruncanoidea, del Suborden Globigerinina y del Orden Globigerinida. Su rango cronoestratigráfico abarca desde el Coniaciense hasta el Maastrichtiense (Cretácico superior).

## Discusión
Clasificaciones posteriores incluirían Rugoglobigerininae en la Superfamilia Globigerinoidea.

## Clasificación
Rugoglobigerininae incluye a los siguientes géneros:
- Archaeoglobigerina †
- Kuglerina †
- Plummerita †
- Rugoglobigerina †
- Trinitella †

Otros géneros considerados en Rugoglobigerininae son:
- Bucherina †, también incluido en la Subfamilia Helvetiellinae.
- Fissoarchaeoglobigerina †, aceptado como Archaeoglobigerina.
- Gansserina †, también incluido en la Familia Globotruncanidae.
- Helvetiella †, también incluido en la Subfamilia Helvetiellinae.
- Kassabella †, aceptado como Archaeoglobigerina.
- Plummerella †, sustituido por Plummerita.
- Radotruncana †, considerado subgénero de Plummerita, Plummerita (Radotruncana).
- Rugotruncana †, también incluido en la Familia Globotruncanidae.